# Lloyd Cassel Douglas
Lloyd Cassel Douglas (ur. 27 sierpnia 1877 w Columbia City, Indiana, zm. 13 lutego 1951 w Los Angeles) – amerykański duchowny luterański i pisarz, autor powieści religijnych opartych na Nowym Testamencie.

## Życiorys
Był synem luterańskiego pastora Alexandra Jacksona Douglasa. Urodził się w Columbia City w Indianie 27 sierpnia 1877. W 1903 ukończył Wittenberg College w Springfield w Ohio (obecnie Wittenberg University). Jako pastor pracował w różnych miastach w Stanach Zjednoczonych i Kanadzie. Pierwszą powieść Wspaniała obsesja wydał w 1929. Sławę, także poza Ameryką, przyniosły mu powieści Szata (1942) oraz Wielki Rybak (1948). Powieściopisarz zmarł w Los Angeles 13 lutego 1951.